# Shoma Takayoshi
Shoma Takayoshi (japanisch 高吉 正真 Takayoshi Shoma; * 25. August 2000 in der Präfektur Kanagawa) ist ein japanischer Fußballspieler.

## Karriere
Shoma Takayoshi erlernte das Fußballspielen in der Jugendmannschaft des Erstligisten Kawasaki Frontale sowie in der Universitätsmannschaft der Toin University of Yokohama. Seinen ersten Vertrag unterschrieb er am 1. Februar 2023 bei Giravanz Kitakyūshū. Der Verein aus Kitakyūshū, einer Stadt in der Präfektur Fukuoka, spielte in der dritten japanischen Liga. Sein Drittligadebüt gab Shoma Takayoshi am 5. März 2023 (1. Spieltag) im Heimspiel gegen den FC Gifu. Bei dem 1:1-Unentschieden stand er in der Startelf und spielte die kompletten 90 Minuten.